# Zoran Jurić
Zoran Jurić (Drijenča, 1962.), hrvatski akademski kipar

## Životopis
Rođen je 1962. godine u Drijenči, u Bosni i Hercegovini. U Zagrebu je 1987. završio Akademiju likovnih umjetnosti, na odjelu kiparstva. Danas živi i radi u Zagrebu. Predaje modeliranje u Školi za tekstil, kožu i dizajn. Dio je kolektive koja djeluje pod imenom grupa Tajmaut, te pod raznim udrugama hrvatskih likovnih umjetnika.

## Poznata djela
- spomenik Stjepanu Radiću u Zagrebu, na uglu Jurišićeve i Petrinjske ulice, na ulaz na Trg bana Josipa Jelačića[2]
- spomenik Ivi Andriću i Vladimiru Prelogu u Mostaru, u Parku nobelovaca[1]
- spomenik Franji Tuđmanu u Splitu, na platou između Biskupove palače i Pazara, u samoj blizini pothodnika, u suradnji s arh. Brankom Silađinom[3]

## Vanjske poveznice
- Facebook - Zoran Jurić
- Galerija Divila  Arhivirana inačica izvorne stranice od 18. prosinca 2021. (Wayback Machine) Zoran Jurić
- Artelab  Arhivirana inačica izvorne stranice od 12. ožujka 2021. (Wayback Machine) Zoran Jurić